# Schizotricha pacificola
Schizotricha pacificola är en nässeldjursart som beskrevs av Nikolai Alexsandrovich Naumov 1960. Schizotricha pacificola ingår i släktet Schizotricha och familjen Halopterididae. Inga underarter finns listade i Catalogue of Life.